# Viljo Savikurki

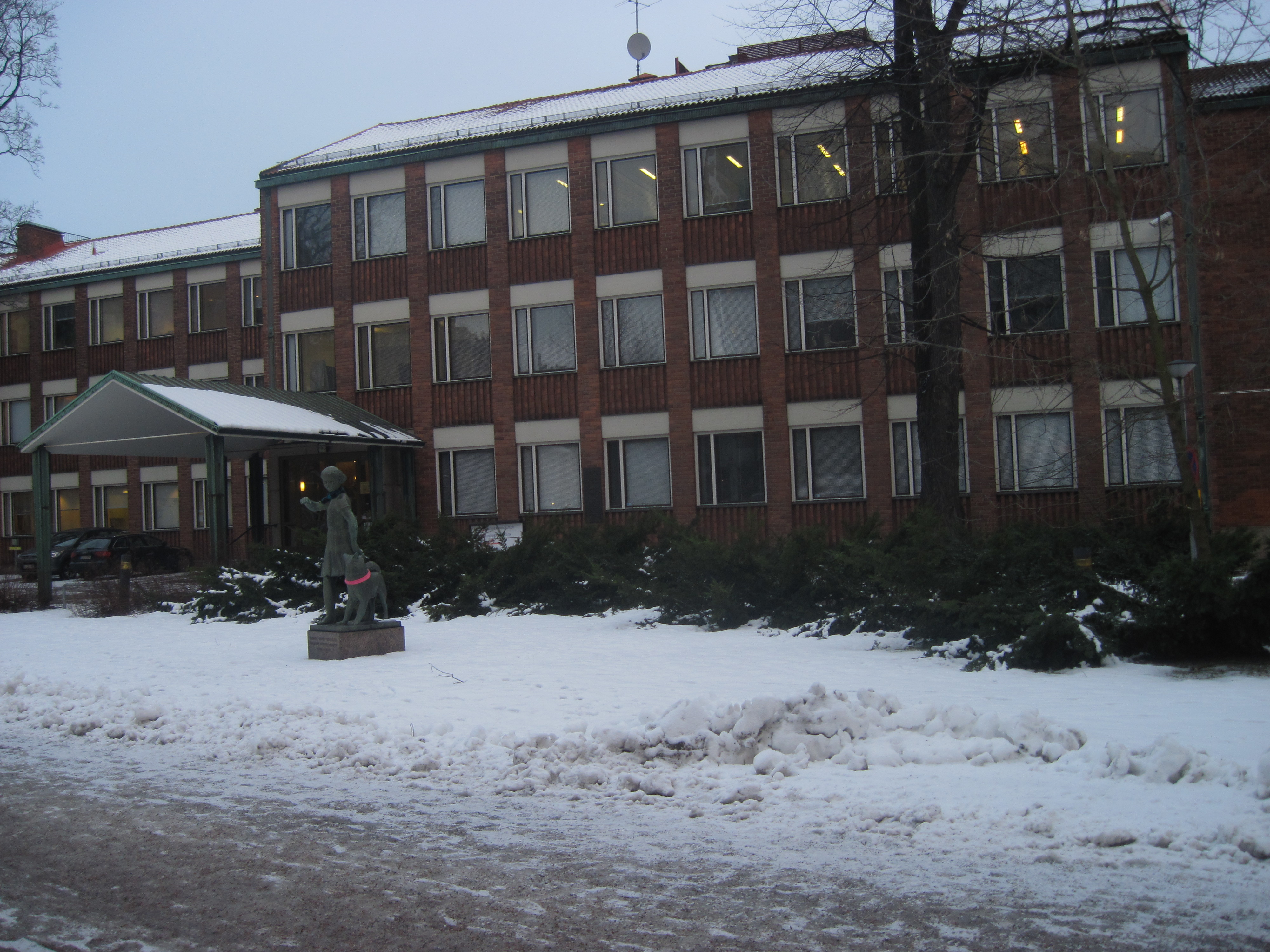
Finska sockers tidigare huvudkontor på Mannerheimvägen 15 i Helsingfors, med Viljo Savikurkis skulptur Sockerflickan framför

Viljo Martti Savikurki, född 11 november 1905 i Savitaipale, död 6 juni 1975 i Helsingfors, var en finländsk skulptör, utbildad bland annat vid Finska konstföreningens ritskola 1933–1938.
Savikurki utförde osmyckade, realistiska figurskulpturer, talrika hjältestatyer, porträttbyster, medaljer med mera. Bland monumentalarbeten märks hjältestoderna i Jalasjärvi (1953) och Gamlakarleby (1954), en staty av Unto Seppänen i Kouvola (1960) samt ett minnesmärke över lantbruksundervisningen i Mustiala (1971). Han erhöll professors titel 1972.
Framför Finska Sockers tidigare huvudkontor på Tölö sockerbruk vid  Mannerheimvägen står sedan 1956 Viljo Savikurkis skulptur Sockerflickan.